# Whirlwind (Achterbahn)
Whirlwind ist die Bezeichnung eines Stahlachterbahnmodells des Herstellers Vekoma, welches erstmals 1981 ausgeliefert wurde.
Die 350 m lange Strecke erreicht eine Höhe von 19,5 m und verfügt über zwei Korkenzieher. Die Höchstgeschwindigkeit beträgt 60 km/h.
Whirlwind-Achterbahnen verfügen über einen einzelnen Zug, der aus sieben Wagen besteht. In jedem Wagen können vier Personen (zwei Reihen à zwei Personen) Platz nehmen. Die Züge wurden von Arrow Dynamics hergestellt. Auf manchen Anlagen – wie z. B. SpeedSnake FREE in Fort Fun Abenteuerland – wurden die Originalzüge durch neue Züge des Herstellers Vekoma ersetzt.

## Standorte
| Achterbahn                             | Betreiber                                                  | Land                                     | Eröffnungsjahr         | Schließungsjahr        |
| -------------------------------------- | ---------------------------------------------------------- | ---------------------------------------- | ---------------------- | ---------------------- |
| Bocaraca Whirlwind                     | Parque Diversiones Knoebels Amusement Resort Playland Park | Costa Rica Vereinigte Staaten            | 2005 1993 1984         | 2004 1992              |
| Flying Tiger                           | Safariland Stukenbrock                                     | Deutschland                              | 1981                   | 2022                   |
| SpeedSnake FREE                        | Fort Fun Abenteuerland                                     | Deutschland                              | 1982                   |                        |
| Super Tornado Montanha Espacial        | Mirabilandia Luna Park Tivoli Park                         | Brasilien                                | 2008 nie eröffnet 1983 | nie eröffnet 1995      |
| Tornado Wervelwind                     | Bosque Mágico Bobbejaanland                                | Mexiko Belgien                           | 2001 1982              | 2022 1999              |
| Whirl Wind Looping Coaster Corkscrew   | Wonder Island Magic Land                                   | Russland Thailand                        | 2003 1982              | 2000                   |
| unbekannter Name Korkkiruuvi Whirlwind | Terra Park Särkänniemi Clacton Pier                        | Rumänien Finnland Vereinigtes Königreich | nie eröffnet 1987 1983 | nie eröffnet 2009 1985 |